# Liste der Naturdenkmale in Wolpertswende
| Naturdenkmale | Anzahl |
| ------------- | ------ |
| FND           | 6      |
| END           | 5      |
| Gesamt        | 11     |

Die Liste der Naturdenkmale in Wolpertswende nennt die verordneten Naturdenkmale (ND) der im baden-württembergischen Landkreis Ravensburg liegenden Gemeinde Wolpertswende. In Wolpertswende gibt es insgesamt elf als Naturdenkmal geschützte Objekte, davon sechs flächenhafte Naturdenkmale (FND) und fünf Einzelgebilde-Naturdenkmale (END).
Stand: 1. November 2016.

## Einzelgebilde (END)
| Name                                    | Bild | Kennung     | Einzelheiten  | Position | Fläche Hektar | Datum         |
| --------------------------------------- | ---- | ----------- | ------------- | -------- | ------------- | ------------- |
| Rotbuche n. Papierfabrik Mochenwangen   | BW   | 84360873402 | Wolpertswende | ⊙        | 0,0           | 20. März 1968 |
| Stieleiche am Krummensbach ö. Moosehren | BW   | 84360873405 | Wolpertswende | ⊙        | 0,0           | 31. März 1980 |
| Stieleiche n. Mochenwangen              | BW   | 84360873403 | Wolpertswende | ⊙        | 0,0           | 20. März 1968 |
| Stieleiche n. Papierfabrik Mochenwangen | BW   | 84360873401 | Wolpertswende | ⊙        | 0,0           | 20. März 1968 |
| Stieleiche 725 m nw. Hatzenturm         | BW   | 84360873404 | Wolpertswende | ⊙        | 0,0           | 25. Jan. 1971 |
| Legende für Naturdenkmal                |      |             |               |          |               |               |